# 에이프릴 세컨드
에이프릴 세컨드(April 2nd)는 대한민국의 남성 4인조 록 밴드이다.

## 음반 목록

### 정규 앨범
- Plastic Heart (2014)
- Super Sexy Party Dress (2016)

### EP
- 시부야 34℃ (2010)
- Colours (2019)

### Single
- Amy (2015)
- Bring it up (2016)
- Dancing in the Moonlight (2016)
- 얼음 땡 얼음 (2016)
- Love Yourself (just a bit more) (2018)
- 아무 말 대잔치 (2019)

### OST
- 《한번 더 해피엔딩》 (2016)
- 《빨간 선생님》 (2016)
- 《질투의 화신》 (2016)
- 《쓸쓸하고 찬란하神 - 도깨비》 (2017)
- 《사랑의 불시착》 (2019)

## 방송
- 《결혼작사 이혼작곡》 (2021) - 초대가수 역 (특별 출연)